# Rachel Polito

## Rachel Polito
Rachel Polito (São Paulo, 23 de maio de 1976) é uma escritora, professora e palestrante brasileira, com atuação destacada nas áreas de comunicação verbal, oratória e desenvolvimento pessoal. É mestre em Comunicação e Consumo, possui master em Tecnologia Educacional, pós-graduação em Marketing, além de especializações em Planejamento Estratégico (EUA) e Retórica e Persuasão pela HarvardX.

### Carreira acadêmica e profissional
Com mais de 25 anos de experiência, Rachel atuou como professora universitária em instituições como Universidade de São Paulo (USP), Fundação Armando Alvares Penteado (FAAP), FECAP e Universidade Anhembi Morumbi. É diretora do Curso de Expressão Verbal Reinaldo Polito, referência nacional em oratória e comunicação.
Sua atuação internacional inclui a ministração de cursos de comunicação verbal em inglês em diversos países, além de experiência em assessoria de imprensa política nos Estados Unidos.

### Produção literária
Rachel é autora de 11 livros, incluindo títulos que se tornaram best-sellers na área de comunicação. Uma de suas obras foi publicada também na Europa, consolidando sua presença internacional no campo editorial. Escreveu seis livros em coautoria com seu pai, Reinaldo Polito, referência nacional em oratória.
Ela coordena duas séries editoriais:
- Mulheres Fora de Série (Editora Benvirá)
- 29 Minutos (Editora Sextante)

#### Obras publicadas
- 29 minutos para falar bem em público: E conversar com desenvoltura (com Reinaldo Polito)
- Os Segredos da Boa Comunicação no Mundo Corporativo (com Reinaldo Polito)
- Passo a Passo Para Falar Bem em Público (com Reinaldo Polito)
- Oratória Para Líderes Religiosos (com Reinaldo Polito)
- Comunicação a Distância – Como Se Comunicar Em Tempos De Relações Virtuais
- Superdicas Para Um Trabalho de Conclusão de Curso Nota 10
- Superdicas para escrever uma redação nota 1000 no ENEM (com Reinaldo Polito)
- I superconsigli per una tesi di laurea da 100 e lode (publicado na Europa)
- Mais que mulher maravilha, Mulher real: Como organizar a vida, explorar a comunicação e entender suas dificuldades para ter mais sucesso e ser feliz (com Fabi Saad)

### Aparições na mídia
Rachel Polito participou de diversos programas televisivos e transmissões ao vivo, consolidando sua presença como especialista em comunicação verbal. Entre suas aparições estão:
- Mulheres Positivas (Jovem Pan News e Record News), onde analisou postura e expressão corporal em entrevistas.
- Revista CBN (Treino de Domingo) com Cau Saad e Petria Chaves onde deu dicas de comunicação.
- Gestão Executiva, em que foi apresentada como escritora internacional e palestrante.
- Temperado o Papo (TV NGT), onde compartilhou sua trajetória acadêmica e profissional.
- Entrevistas e transmissões ao vivo no YouTube, abordando temas como oratória, empatia e postura profissional.

Os programas podem ser vistos em streamings e canais online.
Rachel também é citada em matérias de veículos como o UOL:
Women's Hereld:
Florida Review:

### Vida pessoal
Rachel é casada com Ricardo de Oliveira. É filha do escritor e professor Reinaldo Polito, com quem compartilha parte de sua trajetória literária e profissional.